# Governació espanyola de Formosa

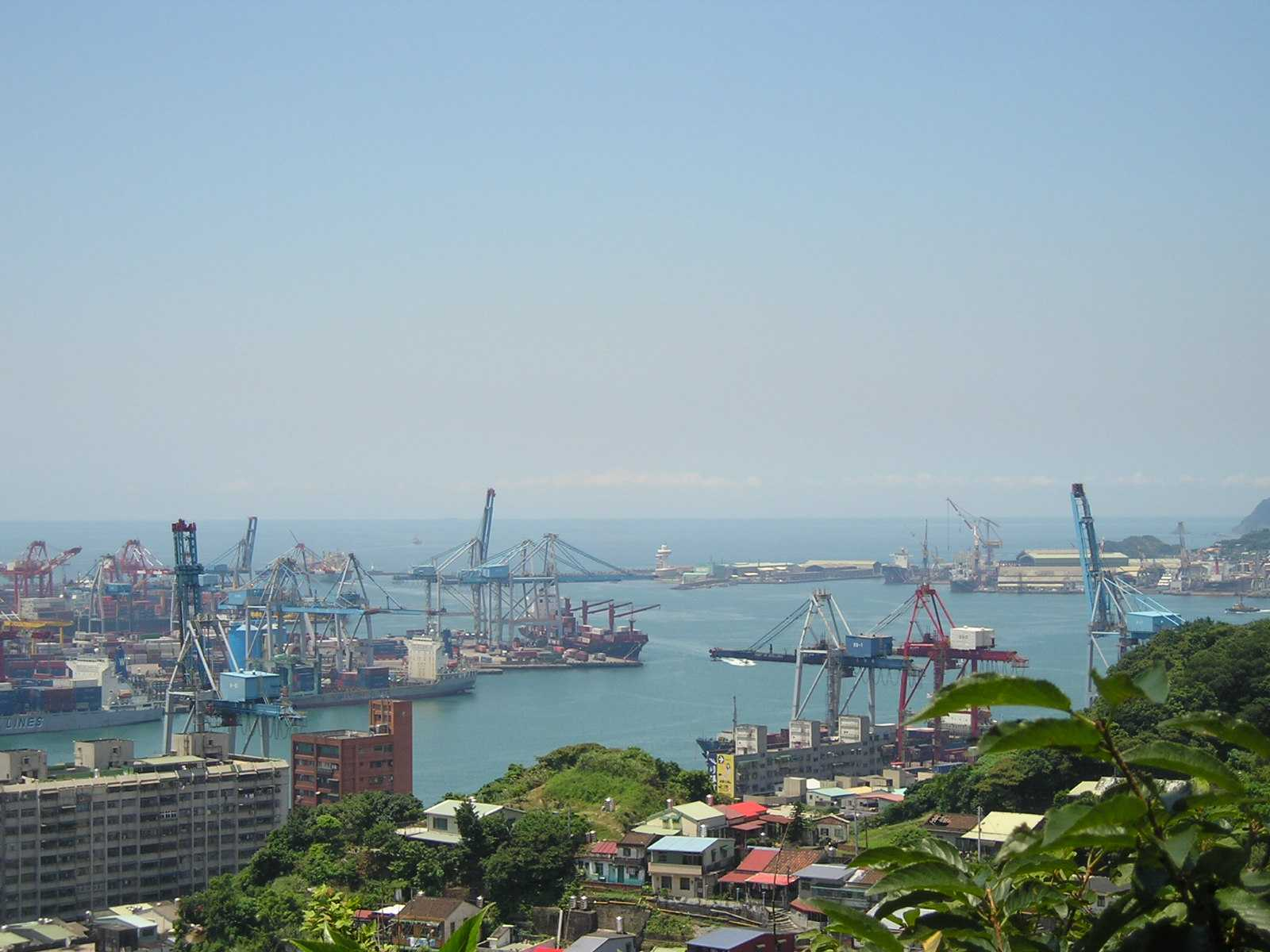
El port de Keelung en l'actualitat, lloc on els espanyols van fundar la colònia de Santíssima Trinitat.

La Governació espanyola de Formosa va ser una colònia establerta a tota la part nord de l'illa de Taiwan (anomenada pels ibèrics Formosa) que durant 16 anys del segle xvii va estar sota control espanyol formant una governació dependent de la Capitania General de les Filipines dins el Virregnat de Nova Espanya.

## Antecedents
Els portuguesos van ser els primers europeus que, el 1582, van arribar a l'illa, la qual van batejar com a Formosa. L'establiment dels holandesos de la Companyia Holandesa de les Índies Orientals a Anping (amb el nom inicial d'Orange i posteriorment Fort Zeelandia), a la badia de l'actual ciutat de Tainan al sud de l'illa des 1624, resultava negatiu per a Espanya a causa de l'important comerç entre els mercaders xinesos i la colònia espanyola de Manila. La raó principal d'aquest comerç era la plata que els espanyols transportaven a Manila des del port d'Acapulco. La plata espanyola va atreure a Manila a un nombre creixent de mercaders xinesos que van arribar a formar un assentament permanent a la ciutat.

## Governació
La presència holandesa a Formosa suposava una amenaça per als interessos comercials espanyols, i Espanya, per iniciativa del capità general de les Filipines Fernando de Silva, va enviar una expedició des de les Filipines per conquerir Formosa al comandament d'Antonio Carreño Valdés. Van desembarcar al nord de l'illa evitant els holandesos que es trobaven assentats al sud, el 7 de maig de 1626 en un lloc que van anomenar Santiago. Es va fundar en la badia de Jilong el port de La Santíssima Trinitat (actualment Keelung) defensat per un fort anomenat de Sant Salvador a la petita illa de Heping. Es van crear 6 petites fortificacions per defensar el fort amb un contingent de 200 espanyols amb poc més d'una dotzena de peces d'artilleria.
El 17 d'agost de 1627 el nou governador i capità general de les Filipines, Juan Niño de Tabora, va salpar de Cavite amb 8 vaixells per reforçar la presència espanyola a Formosa, sense resultats positius. El 1629 es va fundar el poble de Castillo a la localitat de Tamsui (Danshui), prop de l'actual Taipei, on es va edificar un altre fort anomenat Santo Domingo.
La presència dels espanyols al nord de l'illa i dels holandesos al sud va portar a una rivalitat entre les dues potències, els espanyols de Formosa van aconseguir repel·lir la primera agressió naval holandesa el 1630 organitzada per Pieter Nuyts. La pèrdua d'algun dels vaixells d'abastament anual enviat des de Manila va fer que els espanyols de l'illa s'internessin a l'interior a la recerca d'aliments. Com a conseqüència, el 1636 es va produir un alçament dels indígenes de l'àrea de Tamsui, que van destruir la fortificació espanyola i van matar 30 dels seus 60 defensors. La fortalesa seria reconstruïda.
El debilitament de la presència espanyola pels constants tifons, els enfrontaments amb els aborígens i holandesos i la presència de nombroses malalties com la malària, va fer que abandonessin Tamsui el 1638. El 1642 va acabar amb l'ofensiva d'un flota holandesa que va conquistar La Santíssima Trinitat i va expulsar els espanyols de Formosa.
Durant la presència espanyola a Formosa, es va desenvolupar una intensa activitat missionera catòlica que va batejar 5.000 indígenes a mans dels missioners: Bartolomé Martínez (1626-1629), Domingo de la Borda (1626), Francisco Váez de Santo Domingo (1626 - 1636), Francisco Mola (1627-1631), Ángelo Cocchi de San Antonio(1627-1632), Juan de Elgueta (1627-1629) i Francisco de Acebedo (1627-1629).
El control neerlandès sobre l'illa, limitat a les zones costaneres més accessibles, continuaria fins a l'any 1662 quan van ser expulsats de l'illa pel rebel xinès Zheng Chenggong, més conegut a Occident com Koxinga.

## Governadors espanyols de Formosa
- Antonio Carreño Valdés, 1626-1629
- Joan de Alcarazo, 1629-1632
- Bartolomé Díaz Barrera, 1632-1634
- Alonso García Romero, 1634-1635
- Francisco Hernández, 1635-1637
- Pedro Palomino, 1637-1639
- Cristóbal Márquez, 1639-1640
- Gonzalo Portillo, 1640-1642[2]